# تپه احمدآباد ۵
تپه احمدآباد ۵ در شهرستان قزوین، روستای احمدآباد واقع شده و این اثر در تاریخ ۲۵ اسفند ۱۳۷۹ با شمارهٔ ثبت ۳۳۰۰ به‌عنوان یکی از آثار ملی ایران به ثبت رسیده است.